# Lara gehringi
Lara gehringi är en skalbaggsart. Lara gehringi ingår i släktet Lara och familjen bäckbaggar. Inga underarter finns listade i Catalogue of Life.